# 429
429 (CDXXIX, na numeração romana) foi um ano comum do século V do  Calendário Juliano, da Era de Cristo, e a sua letra dominical foi F, totalizando 52 semanas, com início a uma terça-feira e terminou também a uma terça-feira. Segundo o horóscopo chinês, foi o ano da Serpente.
| Ano completo                       |
| ---------------------------------- |
| Ano comum com início à terça-feira |

## Eventos
- Reino Vândalo no Norte de África (até 535).